# Polnische EU-Ratspräsidentschaft 2025
Die polnische Ratspräsidentschaft bezeichnet den Vorsitz Polens im Ministerrat der Europäischen Union (EU) für die erste Jahreshälfte 2025. Polens Ratsvorsitz war der erste im dreizehnten Ratsvorsitztrio gemeinsam mit Dänemark und Zypern, das am 1. Januar 2025 begann und am 30. Juni 2025 endete.